# 食べ放題

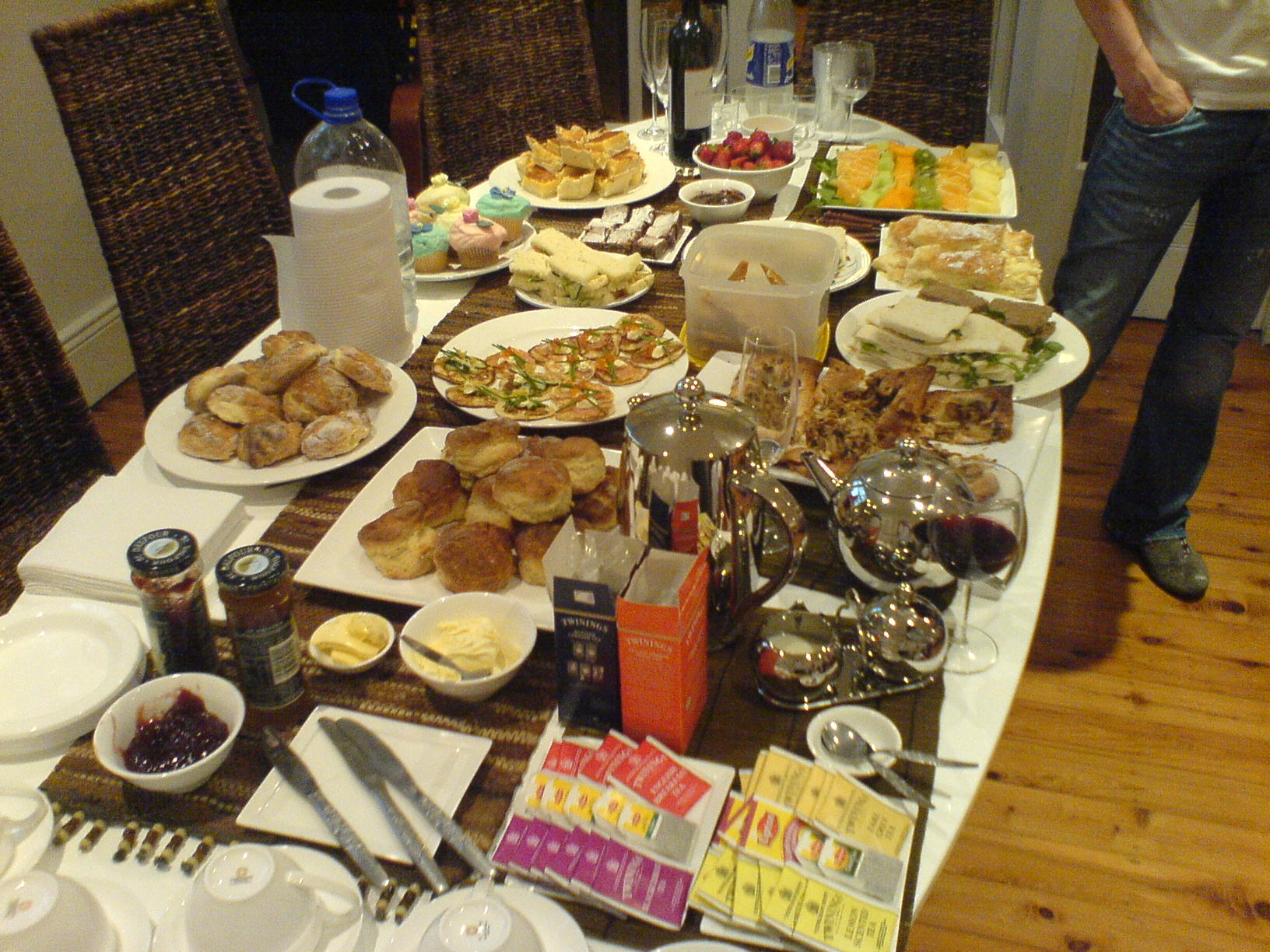
スウェーデンのビュッフェ・スモーガスボード

食べ放題（たべほうだい、英語: all-you-can-eat, buffet）は、定額料金を支払えば一定の料理や果物などを希望する量だけ食べることができるサービス。飲み物の場合は飲み放題という。
飲食店においては各種料理の中から任意に選択したメニューを希望するだけ食べることができるサービスの名称として用いられる。
また、複数メニューではなく、食材単品、一品料理、デザートなどを食べ放題の対象とした「一品食べ放題」もある。
このほか観光農園（果樹園等）では定額料金で果実などを摘み取って食べることが可能なサービスの名称として用いられる。

## 飲食店における食べ放題
レストラン、ファストフード、焼肉、かに、しゃぶしゃぶ、寿司、中華料理、ジンギスカンなどの飲食業にて、一定料金で指定された範囲から好きなものを好きなだけ食べることが可能な食事のシステムである。時間制限が存在しない店と、回転率の向上のために1 - 2時間程度に制限する店がある。
また、アメリカやヨーロッパのホテルでは高級化されたビュッフェ・レストランを設ける例が増加しているといわれ、日本のホテルではレストランでの朝食サービスなどに採用されている。
飲食店が独自性を打ち出すため、複数メニューではなく、食材単品、一品料理、スイーツなどを対象とした「一品食べ放題」を導入する例もある。このほかケーキなどを中心としたデザートバイキングや、野菜類のみ食べ放題のサラダバーを行っている事例もある。

### 食べ放題の形式

#### ビュッフェ・サービス（バイキング方式）
ビュッフェ・サービスとは、テーブルセッティングなどはサービス・スタッフが行うが、料理は客が自分の好きなものをビュッフェボードで自由に取り分けて客席に戻るサービス方法をいう。

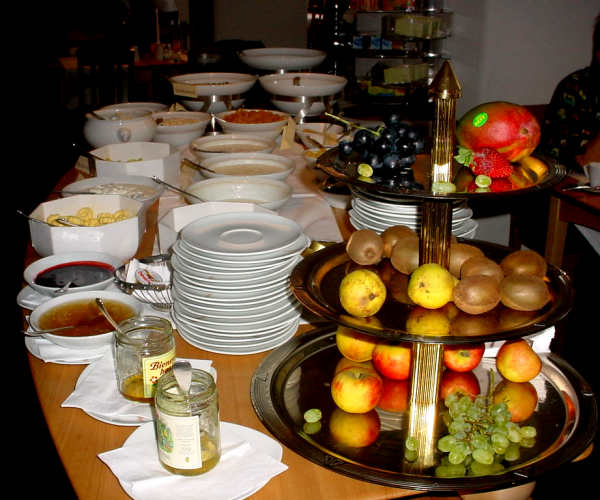
ビュッフェの光景

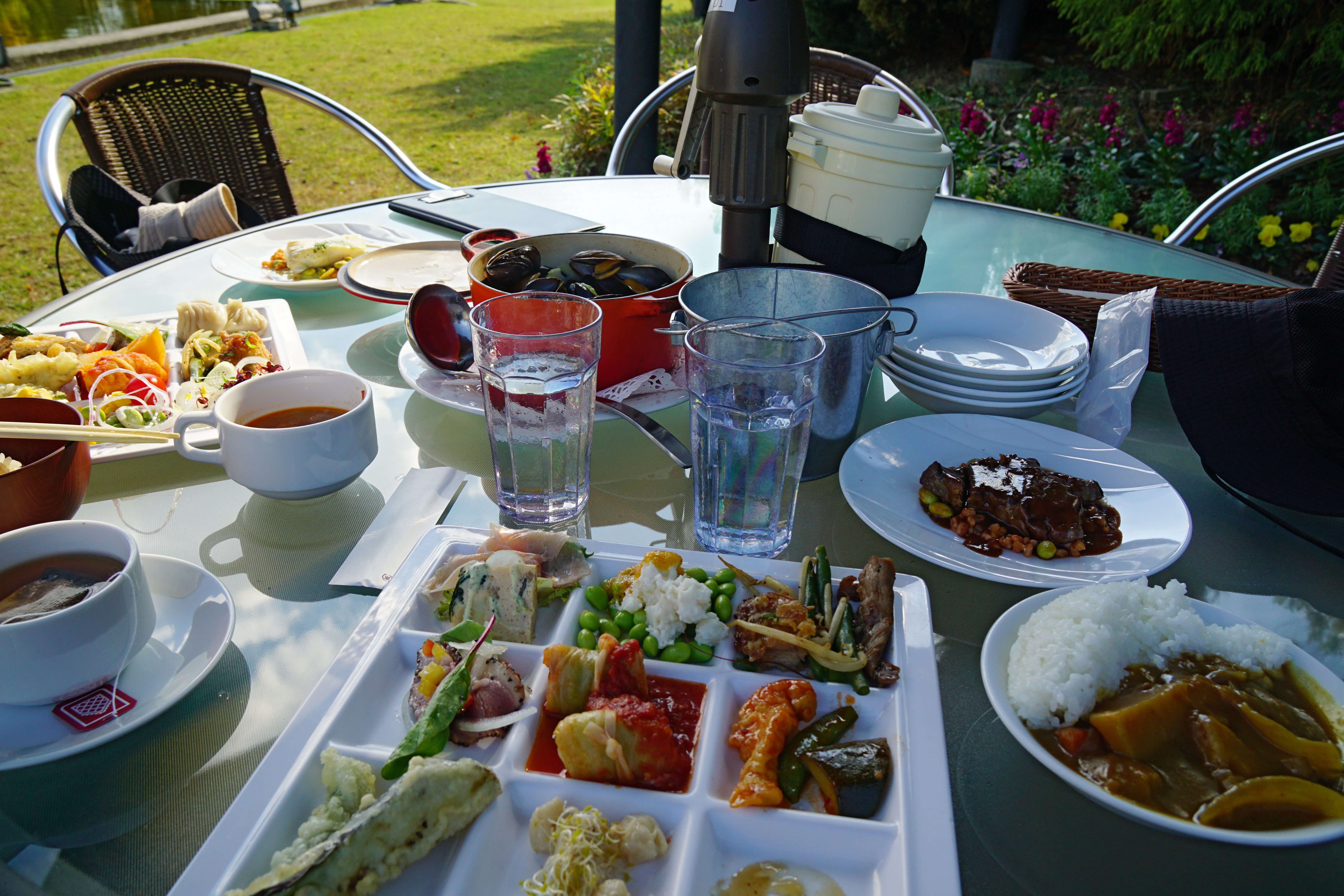
シッティング・ビュッフェ

ただし「ビュッフェ」という語そのものはもともと立食形式での会食やパーティを意味する語で、これは外交儀礼などでも使用される形式であり、飲食店の食べ放題に限定されるものではない（ビュッフェを参照）。
日本語では「バイキング」と称されることがある。日本初の食べ放題レストランの店名が「バイキング」であったことに由来する。
1957年、翌年に落成する新館の目玉となるレストランを模索していた帝国ホテル社長の犬丸徹三は、旅先のデンマーク・コペンハーゲンで北欧式ビュッフェ「スモーガスボード」に出会った。「好きなものを好きなだけ食べる」というスタイルに注目した犬丸は、当時パリのリッツ・ホテルで研修中で後に帝国ホテルコック長となる村上信夫に料理内容の研究を指示した。一方「スモーガスボード」が非常に言いにくく馴染みのない言葉であったため、新しいレストランの名称を社内公募した。その結果「北欧と言えばバイキング」という発想と、当時帝国ホテル脇の日比谷映画劇場で上映されていた『バイキング』（1958年）という映画の中の豪快な食事シーンが印象的だったことから、新店名を『バイキング』に決定し、1958年8月1日、新しく開館した帝国ホテル第二新館に「インペリアルバイキング」をオープンした。このレストランは好評を博し、ランチ1,200円、ディナー1,600円だったにもかかわらず連日行列ができるほどであった（当時の大卒の初任給が12,800円）。これを模倣した後発店が定額食べ放題のシステムを「バイキングスタイル」と表現したため、バイキングはビュッフェレストランの代名詞となった。
なお、バイキング方式はカフェテリア方式などと同じく選択式の供食形態であるが、カフェテリア方式は主食、主菜、副菜、汁物、デザートなどの区分に応じて定量に小分けした多種類の料理から利用者が自主的に組み合わせる方式であるのに対し、バイキング方式は多種類の料理から利用者が種類も量も自由に選択できる方式をいう。

#### スーパーバイキング
バイキングであっても、最初のオーダーから何分間、一部の品物は何回のみ、一部有料など制限が掛けられるレストランもあるが、それと区別するために「スーパーバイキング」と称している店舗もある。スーパーバイキングの場合は全て食べ放題であり、営業時間以外の時間制限は無い。

#### オーダーバイキング
客から注文を受けて注文を受けたメニューだけを出す方式をオーダーバイキングという。特に、調理済みの料理を用意しておくのではなく、注文を受けてから調理する場合をツーオーダー方式という。
オーダーバイキングは、比較的調理時間の短い寿司屋や中華料理店、加熱調理前の食材を提供する焼肉店等で実施されることが多い。この場合ビュッフェが持つ「管理コストの低減」というメリットは失われるが、下記のような目的で実施されることがある。また、ビュッフェ形式と併用して行われていることもある。
- ビュッフェの設備を持たない店舗が、臨時の食べ放題を実施する場合。
- 作り置きではない新鮮さをセールスポイントとする場合（握り寿司など）。
- 特定の限られたメニューを食べ放題とするが、サイドメニューを別料金とし、そちらで利益を稼ぐ場合。後述の飲み放題などで顕著。
- コストの掛かる料理や食材の消費ペースをコントロールする場合。客にプレッシャーを与え自制を促す、またオーダーから提供まで一定の時間を要することで満腹感をコントロールするという目的で、カウンターの寿司店やビュフェの一部などで行われている。

横浜中華街の食べ放題ではこのオーダーバイキングの形式が一般的である。
メインメニューは客から個別に注文を受けてから調理するツーオーダー形式とし、サイドメニューの前菜やデザートなどは客が大皿から自由に取るビュッフェ形式にしている食べ放題もある。

### 飲み放題

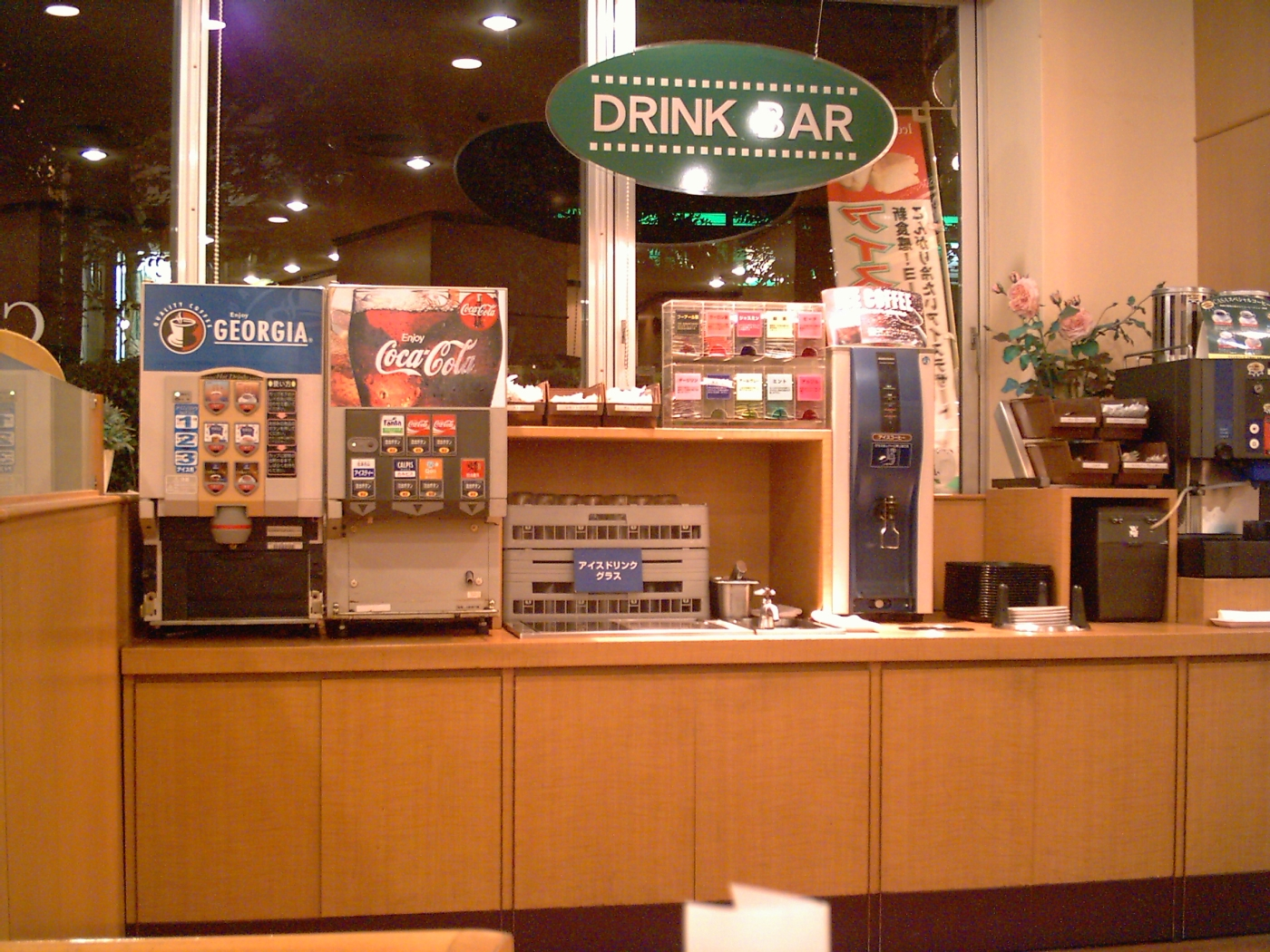
ファミリーレストランの「ドリンクバー」コーナー（CASA）

飲み放題（のみほうだい、ドリンクバーとも呼ばれる）は、清涼飲料水やアルコール飲料などの飲料を、一定料金にて指定された範囲から任意のものを選択して希望する量を飲むことが可能な形式。一般に飲み物は原価の安いものが多いので、店舗側にとって食べ放題よりも容易に実施でき、多数の店舗で見ることができる。インターネットカフェ、漫画喫茶、カラオケボックスなど飲食が主目的ではない業種においても実施されているケースもある。飲み放題もビュッフェ形式と注文形式に分かれる。
前者の代表は、ファミリーレストランなどに設置されるドリンクバーである。通常の料理が注文形式であるのに対し、ドリンクバーは複数の飲み物が一箇所に集められており、セルフサービスで飲み物を注ぐ。
後者としては、居酒屋などの飲み放題が挙げられる。メニューにアルコール飲料を含むため未成年でないことの確認が必要であり、またカクテルやチューハイなど都度加工が必要なメニューも多いため、セルフサービスでの提供が適さないという事情がある。また、飲料の消費ペースをコントロールする場合にも採用することがある。
なお、北アメリカのレストランやファストフード店においては、ソフトドリンクは飲み放題が標準である。コーヒーや紅茶、コーラなどのソーダ類は、特に但し書きのない限りお代わり自由となっている。

## 観光農園における食べ放題

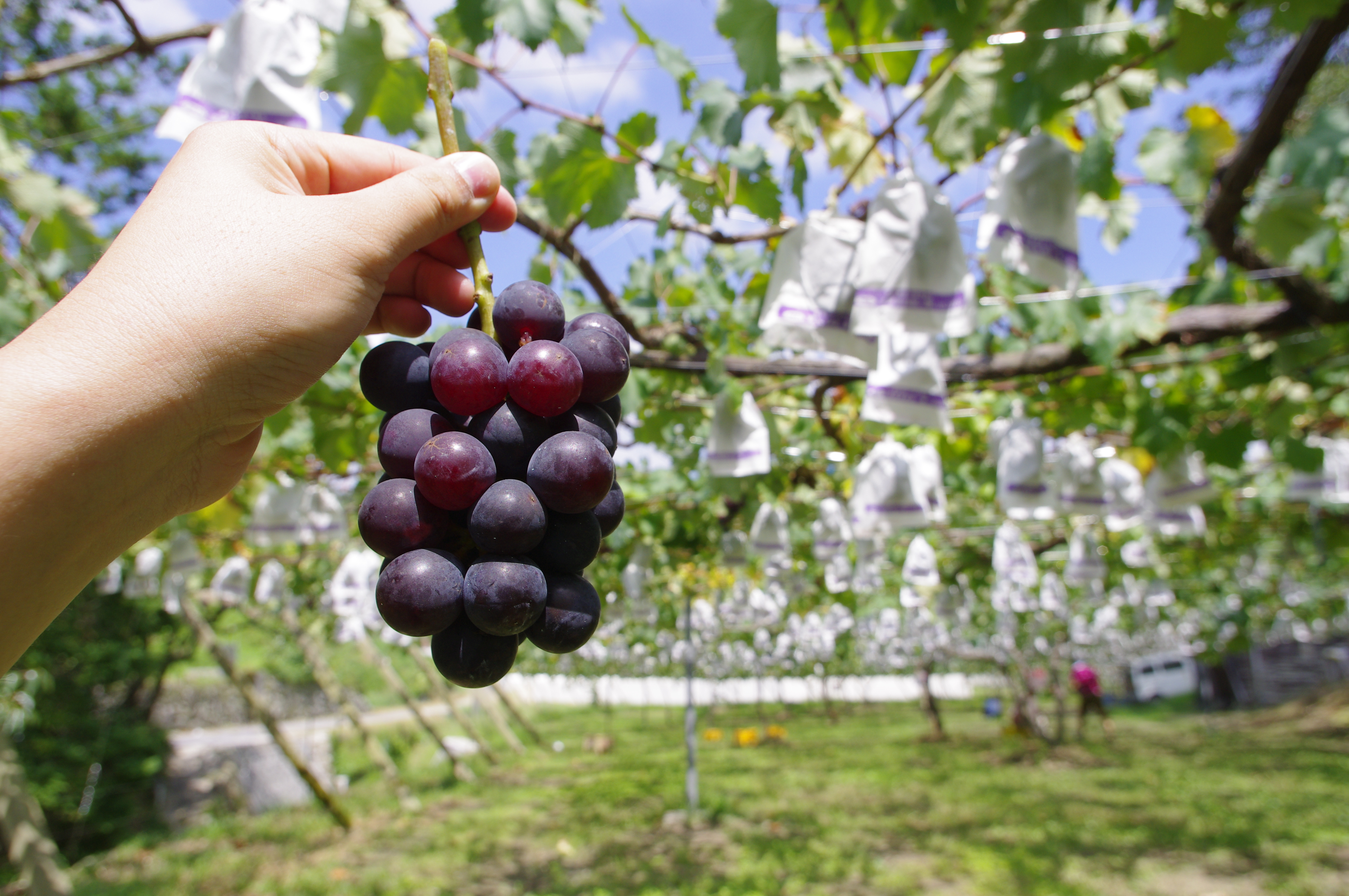
ぶどう狩りの様子

果樹園などの観光農園では、果実などの収穫の時期に合わせ、定額料金で果実などを摘み取って食べられるサービスが存在する。
日本の観光農園では「フルーツ狩り」として、料金（入場料）を支払えば制限時間内は食べ放題になるシステムが採用されている。いちご狩り、桃狩り、メロン狩り、ブルーベリー狩り、梨狩り、ぶどう狩り、みかん狩りなどがある。食べ放題だけでなく、収穫した果物をお土産として持ち帰れるプランもある。
カナダのバンクーバーでは「ベリー狩り」が有名で、入場料や時間制限はなく、指定された場所でベリー類を摘んで持参容器に詰め、最後に重さを計量して代金を支払うという量り売りシステムが採用されている。